# Cameron Mizell
Cameron Mizell (28 settembre 1983) è un produttore discografico e cantautore statunitense.
Principalmente attivo nell'ambiente metalcore e post-hardcore statunitense, ha iniziato la sua carriera come produttore nel 2005. È stato fondatore e cantante delle band Life Winter (dal 2002 al 2009) e She Can't Breathe (2011), prima di iniziare una carriera da solista nel 2013 sotto il nome di Time Traveller.
È inoltre proprietario dei Chango Studios, divisi in due sedi differenti a Orlando, Florida, e Phoenix, Arizona.

## Discografia

### Da solista
EP
- 2013 – Morla and the Red Balloon

### Con i Last Winter
Album in studio
- 2005 – Transmission: Skyline
- 2007 – Under the Silver of Machines

### Con i She Can't Breathe
Album in studio
- 2011 – When the Way Is Forgotten